# سارا والتر كومبز
سارا والتر كومبز (بالإنجليزية: Sara W. Combs)‏ هي محامية وقاضية أمريكية، ولدت في 24 أغسطس 1948.